# Albină lucrătoare

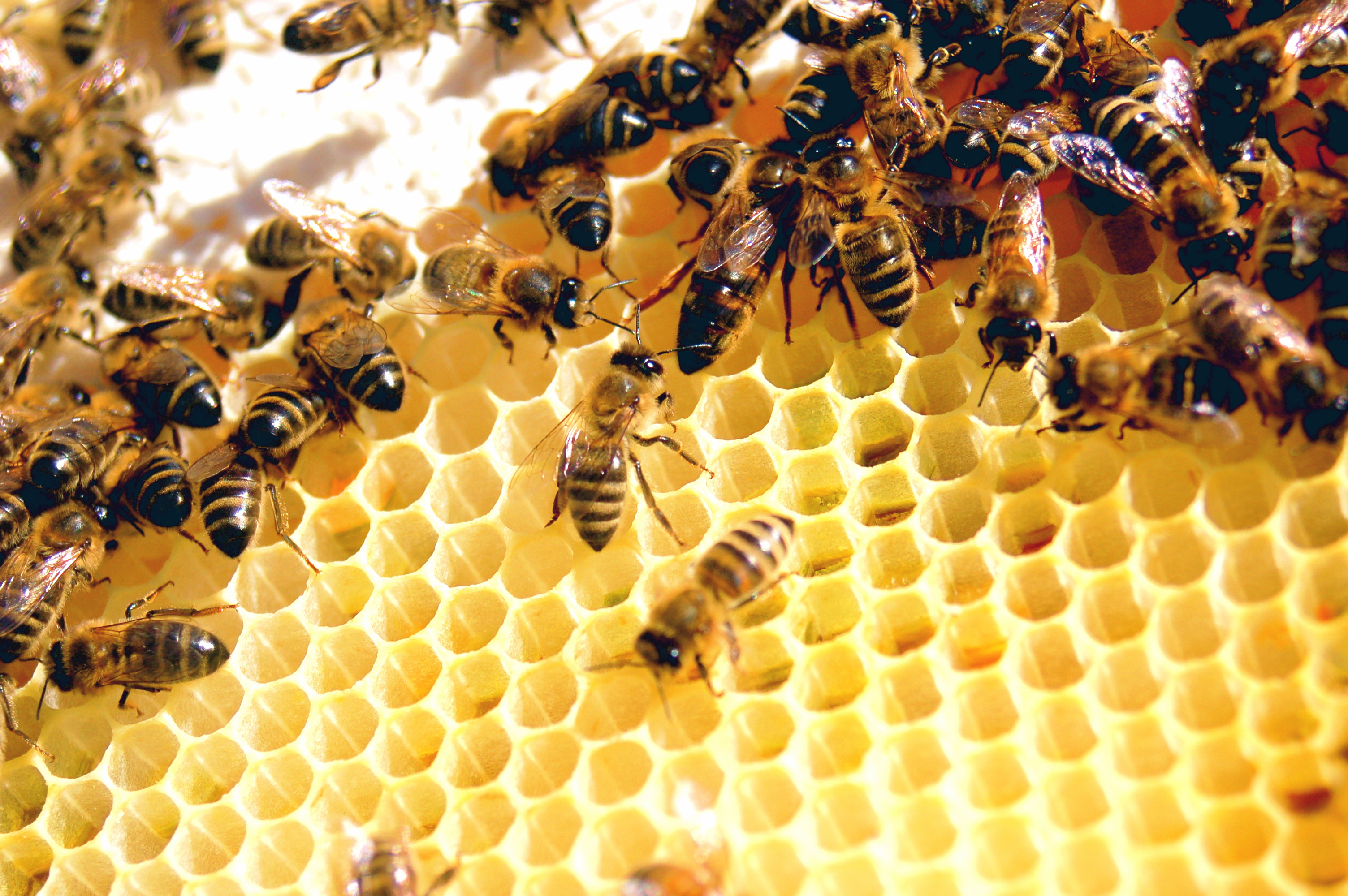
Albine lucrătoare (cu matcă)

O albină lucrătoare este orice albină femelă (eusocială) căreia îi lipsește capacitatea de reproducere deplină a reginei albină a coloniei; în cele mai multe circumstanțe, acest lucru este corelat cu o creștere a anumitor activități nereproductive în raport cu o matcă. În timp ce albinele lucrătoare apar în toate speciile de albine eusociale, termenul este rar folosit (în afara literaturii științifice) pentru orice albine, altele decât albinele de miere. 
Lucrătoarele adună polen în coșurile de polen de pe picioarele din spate și îl duc apoi la stup unde este folosit ca hrană pentru puiet. Polenul transportat pe corpul lor poate fi transportat către o altă floare unde o mică parte se poate freca pe pistil, rezultând o polenizare încrucișată. O cantitate semnificativă din aprovizionarea cu alimente a lumii, în special fructe, depinde în mare măsură de polenizarea culturilor de către albine. Nectarul este aspirat prin proboscis, amestecat cu enzimele din stomac și transportat înapoi în stup, unde este depozitat în celule de ceară și amestecat în miere.

## Ciclul de viață
Deși durata de viață a unei albine lucrătoare este mai lungă decât cea a unuei trântor, în general este de doar câteva luni și rareori poate supraviețui un an. Durata de viață este de 1-2 luni vara și poate fi de până la 6-8 luni toamna și iarna. Durata de viață a albinelor lucrătoare de vară poate crește până la 6 luni dacă sunt plasate într-o colonie care nu are o matcă.
Lucrătorii albinelor mențin uniformă temperatura stupului în zona critică a puietului (unde sunt crescute noi albine). Acesta este în cadrele centrale ale cutiei de pui. Lucrătorii trebuie să mențină camera de puiet a stupului la 34,4 °C pentru a incuba ouăle. Dacă este prea fierbinte, ei colectează apă și o depun în jurul stupului, apoi suflă aerul cu aripile, provocând răcirea prin evaporare. Dacă este prea frig, ei se grupează împreună pentru a genera căldură corporală. Acesta este un exemplu de homeostazie.
Viața tuturor albinelor începe ca un ou, care este depus de matcă în fundul unei celule de ceară în zona puietului unui stup. Un ou de muncitor eclozează după trei zile într-o larvă. Albinele doice îl hrănesc la început cu lăptișor de matcă, apoi cu polen și miere timp de șase zile. Apoi devine o pupă inactivă.
În cele 14 zile ale sale ca pupă, sigilată într-o celulă acoperită, crește într-o albină lucrătoare (femeie), care a apărut în a 21-a zi. La majoritatea speciilor de albine, muncitorii fac orice, cu excepția depunerii ouălor și împerecherii, deși lucrătorii Albinele Cape pot depune ouă. Ele construiesc fagurele din ceară extrudată din glandele de sub abdomen. Când sunt complet dezvoltate, ele îndeplinesc o serie de sarcini (vezi mai jos).
| Tip      | Ou             | Larvă          | Celula acoperită | Pupa                                                       | Perioada medie de dezvoltare (Zile până la apariție) | Începutul Fertilității | Lungimea corpului | Greutate de eclozare |
| -------- | -------------- | -------------- | ---------------- | ---------------------------------------------------------- | ---------------------------------------------------- | ---------------------- | ----------------- | -------------------- |
| Muncitor | până în ziua 3 | până în ziua 9 | ziua 9           | Ziua 10 până la răsărire (Ziua 11 sau 12 ultima năpârlire) | 21 zile (interval: 18-22 zile)                       | N/A                    | 12–15 mm          | aproape 100 mg       |

## Comportament de roire
Când o colonie fuge (toate albinele părăsesc colonia) sau se împarte și astfel creează un roi și apoi stabilește o nouă colonie, albinele trebuie să regreseze în comportamentul lor pentru pentru a stabili prima generație în noul cămin. Cea mai urgentă sarcină va fi crearea unei noi cantități de ceară de albine pentru pieptene. Pieptene este mult mai greu de găsit decât mierea și necesită de aproximativ șase ori mai multă energie pentru a fi creat. Un roi proaspăt alcătuit pe bare (stup orizontal cu bară superioară) sau fundație goală (stup Langstroth) va fi adesea hrănit cu apă cu zahăr, pe care apoi o pot consuma rapid pentru a crea ceară pentru pieptene nou. (Stupii maturi nu pot fi hrăniți atât de cât îl vor stoca în loc de nectar, deși un stup de iernat poate fi necesar să fie hrănit dacă apicultorul a lăsat miere insuficientă.

## Progresia sarcinilor

### Curățarea celulelor (zilele 1-2)
Celulele de puieți trebuie curățate înainte de următoarea utilizare. Celulele vor fi inspectate de matcă și, dacă nu sunt satisfăcătoare, nu vor fi folosite. Albinele lucrătoare aflate în faza de curățare vor efectua această curățare. Dacă celulele nu sunt curate, albina lucrătoare trebuie să o facă din nou și din nou.

### Albină de îngrijire (zilele 3-12)
Albinele de îngrijire hrănesc larvele lucrătoare cu jeleu de muncitor care este secretat de glandele care produc lăptișor de matcă. De asemenea, vor intra în celulele speciale pentru a crea un lăptișor semi-regal care este similar cu cel regal, dar are mai mult gust de miere.
- Albinele asistente avansate (zilele 6-12)
  - Albinele asistente vor hrăni apoi larvele reginei cu lăptișor de matcă, iar trântorii primesc jeleu de lucrător timp de 1 până la 3 zile, moment în care încep. o dietă cu miere.

### Producția de ceară (zilele 13-18)
Albinele de ceară construiesc celule din ceară, repară celulele vechi și stochează nectarul și polenul adus de alți muncitori. La începutul carierei lucrătoarei, ea va emana ceară din spațiul dintre câteva dintre segmentele sale abdominale. Patru seturi de glande de ceară, situate în interiorul ultimelor patru segmente ventrale ale abdomenului, produc ceară pentru construcția fagurilor.

## Activitățile muncitorilor

### Sigilarea mierii
Mierea matură, suficient de uscată, este sigilată etanș cu ceară de către muncitorii delegatați să facă acest lucru. Etanșarea previne absorbția umidității din aer.

### Hrănirea trântorilor
Trântorii nu se hrănesc singuri când sunt tineri; sunt hrăniți de muncitori și apoi, când trântorii îmbătrânesc, se hrănesc singuri din aprovizionarea cu miere.

### Construireafagurilor
Muncitorii vor lua ceară de la lucrătorii care produc ceară și vor construi fagurele cu ea.

### Ambalarea polenului
Polenul adus în stup pentru hrănirea puietului este de asemenea depozitat. Trebuie ambalat ferm în celule de fagure și amestecat cu o cantitate mică de miere pentru a nu se strica. Spre deosebire de miere, care nu susține viața bacteriană, polenul depozitat va deveni rânced fără îngrijire adecvată. Trebuie păstrat în celule de miere.

### Propolizarea
Peretii stupului sunt acoperiti cu un strat subțire de propolis, o substanță rășinoasă obținută din plante. Când lucrătorii adaugă enzime la propolis, combinația are proprietăți antibacteriene și antifungice. Propolisul este plasat la intrarea în stupi pentru a ajuta la ventilație.
Unele albine adaugă noroi în exces la amestec, făcându-l geopropolis, cum ar fi la albinele Melipona scutellaris. Geopropolisul prezintă activitate antimicrobiană și antiproliferativă și s-a dovedit a fi o sursă de agenți antibiofilm. De asemenea, prezintă selectivitate față de liniile de celule canceroase umane la concentrații scăzute în comparație cu celulele normale.

### Albine mortuare
Albinele moarte și larvele eșuate trebuie îndepărtate din stup pentru a preveni bolile și pentru a permite reutilizarea celulelor. Ele vor fi transportate la o oarecare distanță de stup de către albinele mortuare.

### Ventilareastupilor
Albinele lucrătoare ventilează stupul, răcindu-l cu apă evaporată. Ele direcționează fluxul de aer în stup sau în afara stupului, în funcție de nevoie.

### Purtători de apă
Când stupul este în pericol de supraîncălzire, aceste albine vor aduce apă, de obicei de la o mică distanță de stup și o vor folosi pentru a umezi spatele albinelor evantai.

### Albine gardieni
Albinele de pază vor sta în fața intrării în stup, apărându-l de orice invadatori, cum ar fi viespile. Numărul de paznici variază de la sezon la anotimp și de la specie la specie. Dimensiunea intrării și traficul zilnic joacă, de asemenea, un rol esențial în numărul de albine de pază prezente. Albinele de gardă din speciile Tetragonisca angustula și Schwarziana quadripunctata sunt exemple de albine eusociale care au fost observate zburând la intrările în stup, oferind mai multă protecție împotriva intrușilor.

### Albinele care caută hrană (zilele 22–42)
Albinele cercetași și albinele furajatoare călătoresc până la 3 kilometri pentru o sursă de nectar, sursă de polen sau pentru a colecta propolis.

## Caracteristici genetice
La majoritatea speciilor obișnuite de albine, albinele lucrătoare sunt infertile datorită selecției de rudenie altruiste forțate, și astfel nu se reproduc niciodată. Lucrătorii sunt totuși considerați femei din motive anatomice și genetice. Din punct de vedere genetic, o albină lucrătoare nu diferă de o matcă și poate deveni chiar o albină lucrătoare ouătoare, dar la majoritatea speciilor va produce numai descendenți masculi (trântori). Dacă o larvă devine o lucrătoare sau o regină, depinde de felul de hrană care i se administrează după primele trei zile ale formei sale larvare.

## Bacteriile intestinale
Lucrătorii îndeplinesc diferite sarcini comportamentale în colonie care îi fac să fie expuși la diferite medii locale. Se constată că compoziția comunității microbiene intestinale a lucrătorilor este asociată cu sarcinile comportamentale pe care le îndeplinesc, prin urmare și cu mediul local la care sunt expuși, iar peisajul de mediu este demonstrat că afectează comunitatea microbiană intestinală (compoziția microbiotei intestinale) a albinelor melifere.

## Înțepătura

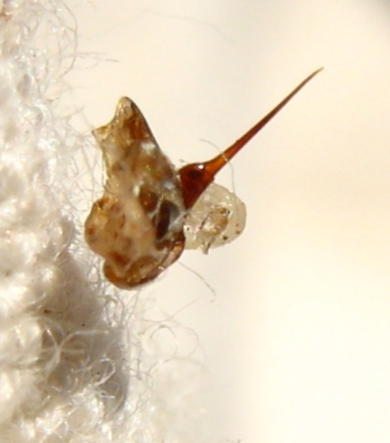
Înțepătura unei albine negre smulse de pe corp și atașată de o rochie de protecție

Acul pentru înțepat al unei albinei lucrătoare este un organ complex care permite unei albine să se apere și să-și apere stupul de majoritatea mamiferelor. Albinele care atacă vizează fața detectând regiunile cu niveluri ridicate de dioxid de carbon (cum ar fi țânțarii. Înțepăturile de albine împotriva mamiferelor și păsărilor lasă în mod obișnuit acul încorporat în victimă, datorită structurii cărnii și a ghimpelui. În acest caz, bulbul de venin rămâne cu acul și continuă să pompeze. Albina va muri după ce își pierde acul, deoarece îndepărtarea acului și a bulbului de venin dăunează sau îndepărtează și alte organe interne.
Acele albinelor care înțeapă nu se vor prinde de majoritatea animalelor, în afară de mamifere și păsări, ceea ce înseamnă că astfel de animale pot fi înțepate de multe ori de aceeași albină.

## Simbolism

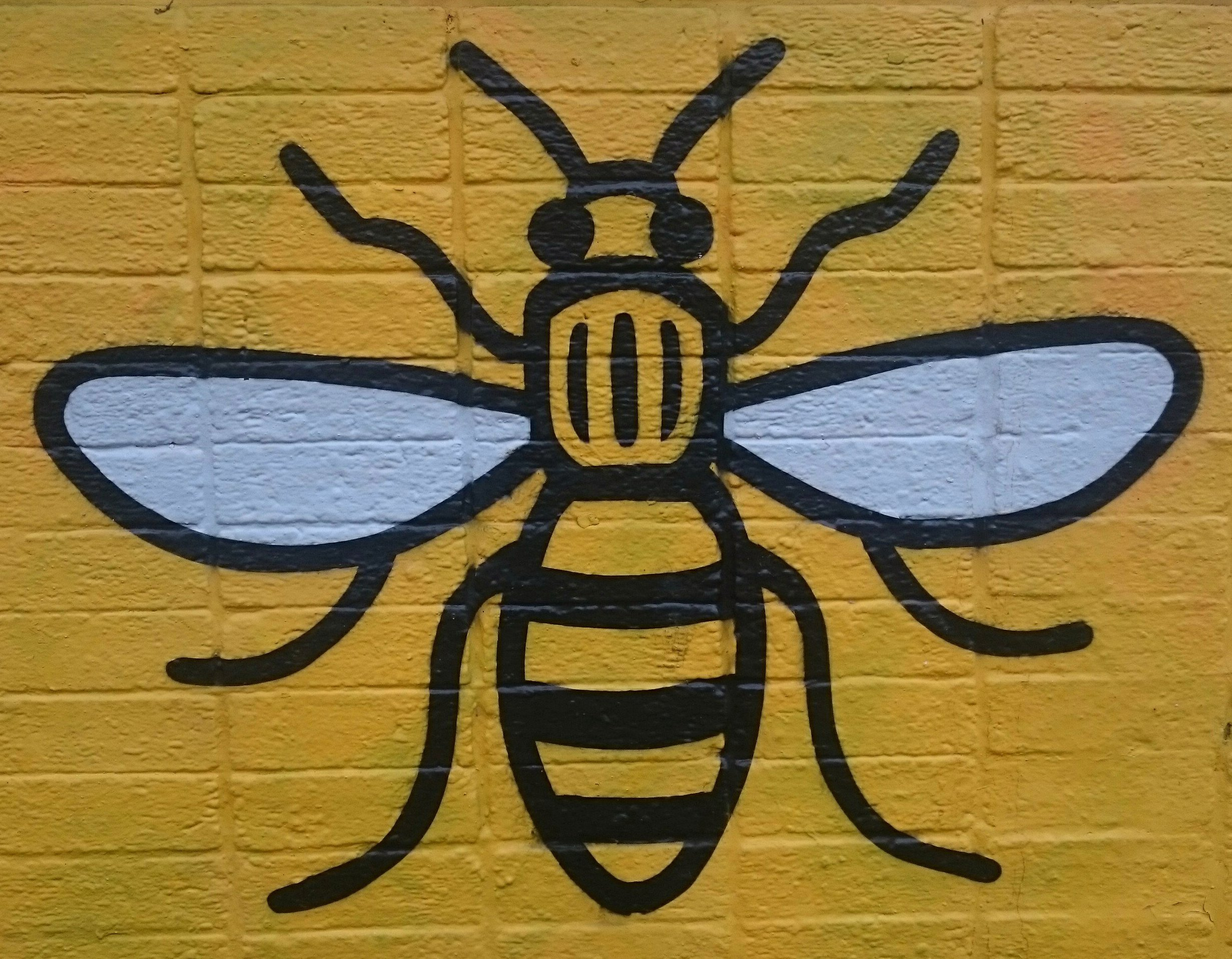
Arta albinelor în Manchester Albina lucrătoare este un simbol al orașului Manchester

, Anglia. A fost adoptat ca simbol pentru Manchester în timpul Revoluției Industriale, într-un moment în care Manchester avea un rol principal în noile forme de producție de masă și simbolizează munca grea a Manciurienilor în această epocă, Manchester fiind un stup de activitate în secolul al XIX-lea.

După Atentatul la Manchester Arena de luni, 22 mai 2017, emblema albinei a câștigat popularitate ca simbol public al unității împotriva terorismului, apărând pe bannere de protest și pe graffiti.
Piesa „Worker Bees”, a trupei rock canadiene Billy Talent (de pe albumul lor din 2006, Billy Talent II), critică acțiunile Armatei americane în timpul invaziei Orientului Mijlociu; comparându-l cu mentalitatea minții stupului a albinelor lucrătoare.

## Alte albine sociale
Există multe tipuri de albine eusociale, inclusiv bondarii, albine fără înțepături, unele albine orhidee și multe specii de albine de sudoare, originare de pe toate continentele, cu excepția Antarcticii, care au muncitori. Lucrătorii din aceste alte linii de albine nu prezintă diferențe morfologice semnificative față de mătci, cu excepția colorării sau a dimensiunii corporale medii mai mici, deși sunt adesea destul de diferite în comportamentul lor față de mătci și pot să depună sau nu depun ouă.